# Wijken en buurten in Veere
De Nederlandse gemeente Veere is voor statistische doeleinden onderverdeeld in wijken en buurten. De gemeente is verdeeld in de volgende statistische wijken:
- Wijk 00 Veere (CBS-wijkcode:071700)
- Wijk 01 Gapinge (CBS-wijkcode:071701)
- Wijk 02 Vrouwenpolder (CBS-wijkcode:071702)
- Wijk 03 Serooskerke (CBS-wijkcode:071703)
- Wijk 04 Domburg (CBS-wijkcode:071704)
- Wijk 05 Oostkapelle (CBS-wijkcode:071705)
- Wijk 06 Aagtekerke (CBS-wijkcode:071706)
- Wijk 07 Grijpskerke (CBS-wijkcode:071707)
- Wijk 08 Meliskerke (CBS-wijkcode:071708)
- Wijk 09 Koudekerke (CBS-wijkcode:071709)
- Wijk 10 Biggekerke (CBS-wijkcode:071710)
- Wijk 11 Zoutelande (CBS-wijkcode:071711)
- Wijk 12 Westkapelle (CBS-wijkcode:071712)

Een statistische wijk kan bestaan uit meerdere buurten. Onderstaande tabel geeft de buurtindeling met kentallen volgens het Centraal Bureau voor de Statistiek (2008):
| CBS-buurtcode | Buurtnaam                                           | Inwonertal | Opp. totaal (ha) | Opp. land (ha) | Ligging                |
| ------------- | --------------------------------------------------- | ---------- | ---------------- | -------------- | ---------------------- |
| BU07170000    | Veere                                               | 530        | 59               | 52             | Locatie in de gemeente |
| BU07170001    | Zanddijk                                            | 860        | 40               | 39             | Locatie in de gemeente |
| BU07170002    | Buiten de Veste                                     | 100        | 16               | 16             | Locatie in de gemeente |
| BU07170009    | Verspreide huizen Veere                             | 160        | 914              | 866            | Locatie in de gemeente |
| BU07170100    | Gapinge                                             | 380        | 32               | 32             | Locatie in de gemeente |
| BU07170109    | Verspreide huizen Gapinge                           | 130        | 668              | 664            | Locatie in de gemeente |
| BU07170200    | Vrouwenpolder                                       | 820        | 35               | 35             | Locatie in de gemeente |
| BU07170201    | Breezand                                            | 30         | 57               | 57             | Locatie in de gemeente |
| BU07170209    | Verspreide huizen Vrouwenpolder                     | 280        | 1285             | 1283           | Locatie in de gemeente |
| BU07170300    | Serooskerke                                         | 1600       | 103              | 103            | Locatie in de gemeente |
| BU07170309    | Verspreide huizen Serooskerke                       | 210        | 800              | 797            | Locatie in de gemeente |
| BU07170400    | Domburg                                             | 1400       | 144              | 144            | Locatie in de gemeente |
| BU07170409    | Verspreide huizen Domburg                           | 260        | 525              | 525            | Locatie in de gemeente |
| BU07170500    | Oostkapelle                                         | 1580       | 89               | 89             | Locatie in de gemeente |
| BU07170501    | Randduin                                            | 430        | 84               | 84             | Locatie in de gemeente |
| BU07170502    | Duno                                                | 40         | 30               | 30             | Locatie in de gemeente |
| BU07170508    | Verspreide huizen in het Zuiden                     | 220        | 793              | 791            | Locatie in de gemeente |
| BU07170509    | Verspreide huizen in het Noorden                    | 60         | 602              | 599            | Locatie in de gemeente |
| BU07170600    | Aagtekerke                                          | 1190       | 59               | 59             | Locatie in de gemeente |
| BU07170609    | Verspreide huizen Aagtekerke                        | 310        | 932              | 928            | Locatie in de gemeente |
| BU07170700    | Grijpskerke                                         | 990        | 38               | 38             | Locatie in de gemeente |
| BU07170709    | Verspreide huizen Grijpskerke                       | 330        | 1644             | 1636           | Locatie in de gemeente |
| BU07170800    | Meliskerke                                          | 1210       | 31               | 31             | Locatie in de gemeente |
| BU07170809    | Verspreide huizen Meliskerke                        | 250        | 777              | 776            | Locatie in de gemeente |
| BU07170900    | Koudekerke                                          | 2860       | 80               | 80             | Locatie in de gemeente |
| BU07170901    | Dishoek                                             | 160        | 34               | 34             | Locatie in de gemeente |
| BU07170908    | Verspreide huizen recreatiegebied van Koudekerke    | 60         | 161              | 161            | Locatie in de gemeente |
| BU07170909    | Verspreide huizen buiten recreatiegebied Koudekerke | 400        | 916              | 909            | Locatie in de gemeente |
| BU07171000    | Biggekerke                                          | 730        | 43               | 43             | Locatie in de gemeente |
| BU07171001    | De Ruiser                                           | 20         | 17               | 17             | Locatie in de gemeente |
| BU07171008    | Verspreide huizen in recreatiegebied van Biggekerke | 30         | 132              | 132            | Locatie in de gemeente |
| BU07171009    | Verspreide huizen buiten recreatiegebied Biggekerke | 150        | 658              | 654            | Locatie in de gemeente |
| BU07171100    | Zoutelande                                          | 1350       | 83               | 83             | Locatie in de gemeente |
| BU07171101    | Kustlicht                                           | 10         | 48               | 48             | Locatie in de gemeente |
| BU07171109    | Verspreide huizen Zoutelande                        | 160        | 607              | 606            | Locatie in de gemeente |
| BU07171200    | Westkapelle                                         | 2610       | 107              | 107            | Locatie in de gemeente |
| BU07171201    | Joossesweg                                          | 20         | 41               | 41             | Locatie in de gemeente |
| BU07171209    | Verspreide huizen Westkapelle                       | 70         | 749              | 717            | Locatie in de gemeente |